# 播磨屋橋停留場
播磨屋橋停留場（日语：／ Harimayabashi teiryūjō */?）是一位於日本高知縣高知市播磨屋町、隸屬於地方電車業者土佐電交通的電車站。播磨屋橋車站是土佐電氣鐵道現有全部電車路線的中央交會站，在此地南北向的棧橋線、站前線與東西向的後免線、伊野線以十字型的方式在地面交會。
雖然是中央的主要交會站但播磨屋橋並沒有實際上的站體，取而代之的是在播磨屋橋十字路口的西側與南側各設有一兩面兩線的側向月台組，以及簡單的遮雨棚。其中位於南側的月台組是南北方向的棧橋線與站前線停靠使用，位於西側的月台組則是東西向的後免線與伊野線停靠使用。
雖然播磨屋橋名義上是後免線與伊野線的終點站，但行駛於兩條路線上的電車並不會在此站折返，反而是繼續前進互相駛入另一路線中，除此之外其中也有少數班次會直接轉向行駛棧橋線或站前線。

## 歷史
- 1908年（明治41年）10月31日 - 後免線、伊野線通車，播磨屋橋車站啟用。不過當時由於中間的十字路口幅元太過狹窄，因此伊野線部分的電車站是設於路口的東側，後免線部分的電車站則設於路口西側。
- 1928年（昭和3年）2月16日 - 江之口線（今日的棧橋線北半段）通車。
- 1928年（昭和3年）8月10日 - 棧橋線南段的路線通車。
- 1963年（昭和38年）11月27日 - 往棧橋線南段列車所使用的電車站移設至路口南邊。
- 2005年（平成17年）4月1日 - 原本是單線設計、由北邊的棧橋線高知方向右轉至伊野線的軌道擴建成雙線設計，並將伊野線那頭的電車站西移到後免線方向的電車站對面設置。至於原本伊野線方向的播磨屋橋電車站則改名為電鐵總站大樓前車站（電鉄ターミナルビル前駅），繼續使用。

## 相鄰停留場
土佐電交通
後免線
電鐵總站大樓前－播磨屋橋
伊野線
播磨屋橋－堀詰
棧橋線
播磨屋橋－梅之辻
站前線
播磨屋橋－蓮池町通
33°33′34″N 133°32′34″E / 33.55944°N 133.54278°E